# Stratton Oakmont
Stratton Oakmont, Ltd. — внебиржевой брокерский дом, основанный Джорданом Белфортом и Дэнни Порушем в 1989 году в Лонг-Айленде, штат Нью-Йорк. Деятельность компании завершилась арестом и тюремным заключением руководства, а также многомиллионным убытком акционеров.

## История
Джордан Белфорт вместе с Дэнни Порушем в конце 1980-х годов основали компанию Stratton Oakmont, ставшую впоследствии крупнейшей внебиржевой брокерской фирмой в США. За время своего существования компания провела первичное публичное размещение (IPO) акций 35 компаний, в том числе и Steve Madden, Ltd.. 
Stratton Oakmont не обладала инструментами для отслеживания состояния рынка (en:Product control) и, соответственно, не могла контролировать торговую активность.
В основе стратегии Stratton Oakmont лежала схема pump and dump, это форма мошенничества с акциями, при которой приобретаются дешёвые акции, зачастую даже ничего не стоящие (по сути, «мусорные»), затем за счёт ложных, вводящих в заблуждение позитивных заявлений их рыночная стоимость раздувается, после чего эти акции продаются (сбрасываются) по высокой цене. В результате инвесторы теряют свои деньги, а инициаторы pump&dump обогащаются. Stratton Oakmont поддерживал цену акций, в том числе и саботируя заказы клиентов на продажу акций.
Ещё в 1989 году, практически сразу после учреждения, компания попала в поле зрения надзорных ведомств (FINRA), в отношении неё велись расследования. 
В декабре 1996 года компания была закрыта, а в 1999 году Белфорту и Порушу были предъявлены обвинения в мошенничестве с ценными бумагами и отмывании денег.
Белфорт и Поруш признали себя виновными в десяти эпизодах мошенничества с ценными бумагами и отмывании денег. По их свидетельству, в течение семи лет они манипулировали акциями не менее 34 компаний. 
В результате сделки со следствием и сотрудничестве в расследованиях относительно других аналогичных брокерских организаций, они получили небольшие тюремные сроки.

## В популярной культуре
2013 год. Фильм «Волк с Уолл-стрит» — драма, основанная на мемуарах Джордана Белфорта, Режиссёр Мартин Скорсезе. Леонардо Ди Каприо выступил в главной роли, а Джона Хилл играет вымышленного персонажа Донни Азоффа, основанного на образе Дэнни Поруша.